# ديارمويد لورانس
ديارمويد لورانس (بالإنجليزية: Diarmuid Lawrence)‏ هو مخرج بريطاني، ولد في 15 أكتوبر 1947 في وستكليف أون سي في المملكة المتحدة.

## وصلات خارجية
- ديارمويد لورانس على موقع IMDb (الإنجليزية)
- ديارمويد لورانس على موقع ألو سيني (الفرنسية)
- ديارمويد لورانس على موقع أول موفي (الإنجليزية)
- ديارمويد لورانس على موقع قاعدة بيانات الأفلام السويدية (السويدية)
- ديارمويد لورانس على موقع قاعدة بيانات الفيلم (الإنجليزية)
- ديارمويد لورانس على موقع كينوبويسك (الروسية)